# Asterostomatidae
Famille
Les Asterostomatidae constituent une famille éteinte d'oursins de l'ordre des Spatangoida.
Ils ont vécu en Europe et en Amérique du Nord depuis le début de l'Éocène jusqu'à la fin du Miocène, soit il y a environ entre −56 et −5,3 Ma (millions d'années).

## Liste des genres
Selon World Register of Marine Species (7 juin 2014) :
- † Asterostoma L. Agassiz, in Agassiz & Desor, 1847 ;
- † Prosostoma Pomel, 1883 ;
- † Stomaporus Cotteau, 1888.